# Elvedin Nezirović
Elvedin Nezirović (Mostar, 12. studenog 1976.) bosanskohercegovački je književnik i novinar.

## Životopis
Rodio se u Mostaru, ali je zbog prerane očeve smrti, prvih sedam godina života proveo kod majčinih roditelja, u selu Crnići, nedaleko od Stoca. Školovao se u rodnom gradu, gdje je završio Pedagošku akademiju, Odsjek za bosanski jezik i književnost, te Fakultet humanističkih nauka na Odsjeku za engleski jezik i književnost. 2002. godine objavio je prvu zbirku poezije pod nazivom Bezdan. Svoje pjesme i književne tekstove objavljivao u najeminentnijim književnim časopisima na prostoru Jugoslavije, od zagrebačkog Knjigomata do beogradskog Balkanskog književnog glasnika i zrenjaninske Ulaznice, mostarskog Mosta i Motrišta, pa sve do Sarajevskih svezaka. Knjiga Boja zemlje, objavljena u izdanju Lagune, njegov je prvi roman. Pjesme su mu prevedene na engleski, talijanski i turski jezik.
Upravitelj je Glazbenog centra Pavarotti u Mostaru. Član je Društva pisaca BiH i P.E.N. centra BiH.

## Nagrade
- Treća nagrada ''Zija Dizdarević'', za najbolju kratku priču (2009.)
- Nagrada Izdavačke kuće „Laguna“, za najbolju kratku priču (2011.)
- Nagrada ''Esad Eso Sadiković'', za najbolju kratku priču (2013.)
- Druga nagrada ''Musa Ćazim Ćatić'', za najbolju pjesmu (2015.)
- Nagrada Centra za mir i multietničku suradnju iz Mostara – ''Mimar mira'', za ukupan doprinos izgradnji mira, suživota i međunacionalnog povjerenja u postratnom periodu (2017.)

## Vanjske poveznice
- [neaktivna poveznica]
- Intervju, Politika, „Mostar je i dalje u komi“
- Elvedin Nezirović „Propovijedanje bluesa“
- Goran Sarić, „Boja samoće“, o romanu „Boja zemlje“ Elvedina Nezirovića
- Amila Kahrović – Posavljak, „Boje rastakanja“, o romanu „Boja zemlje“ Elvedina Nezirovića  Arhivirana inačica izvorne stranice od 24. rujna 2017. (Wayback Machine)